# 肝付兼光
肝付 兼光（きもつき かねみつ）は、室町時代の武将。島津氏の家臣。
父・肝付兼忠と長兄・国兼の関係は不仲で、次兄・兼連はそれに乗じて国兼を領外に追放した。兼光は兼連と国兼との和睦を提案したが取り入れられず、結果、兼光は出奔し、島津氏の配下となる。大崎町の天子ヶ丘集落辺りを中心として大崎城を築城する。
文明15年（1483年）、死去。家督は嫡男・兼固が継いだ。
なお、天正5年（1577年）に馬場・丸尾・城内集落一帯に新しい大崎城が建築されるが、兼光が建築した大崎城は、現在『旧大崎城』となる。